# 九龍半島

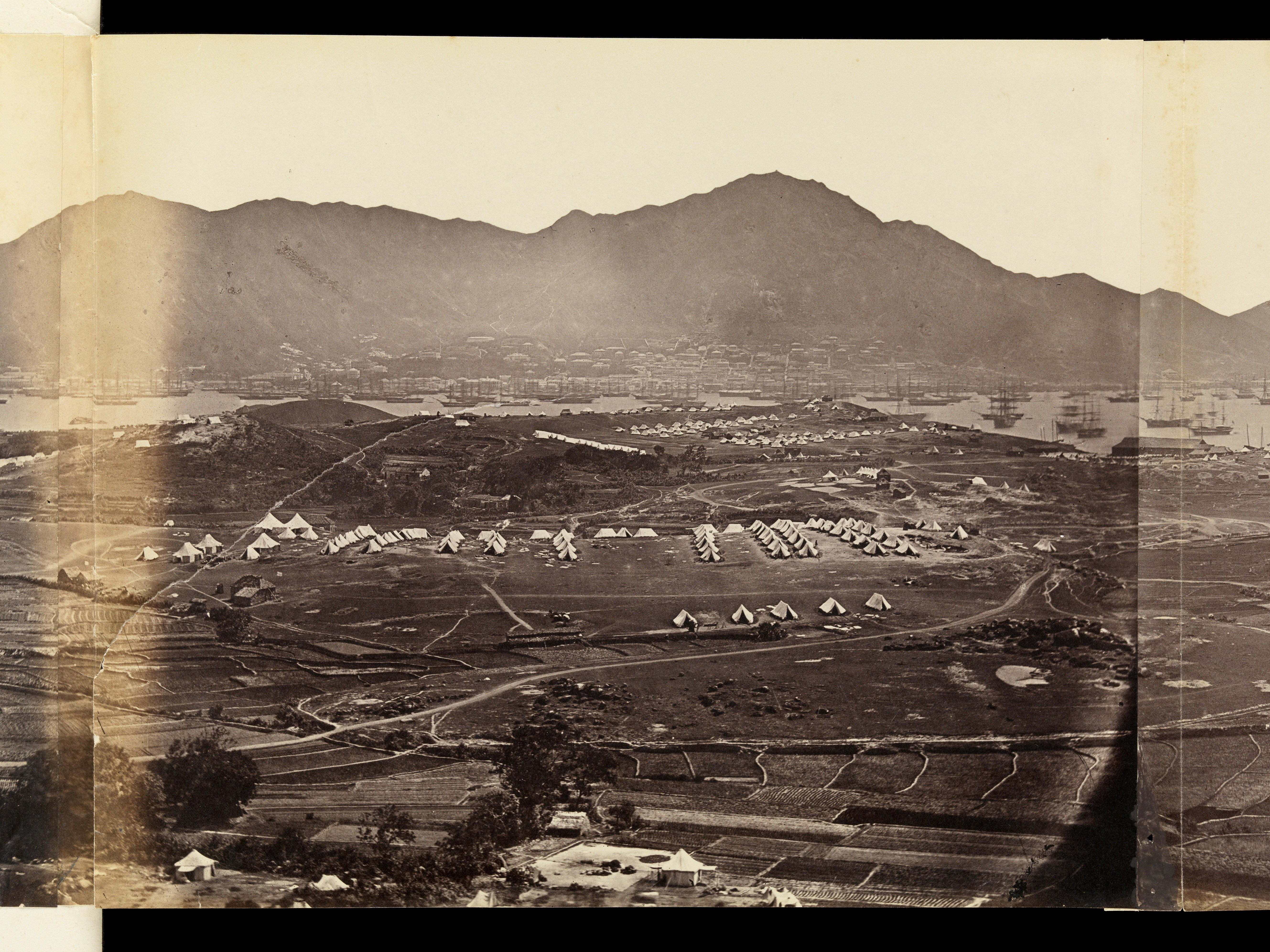
1860年，九龙半岛的一處军营。正前方的山脈位於香港島上。

九龙半岛（英語：Kowloon Peninsula）是香港境內的一個半岛，連接維多利亞港，與香港島對望。包括九龙半岛和昂船洲在內的「舊九龍」和新九龙地区统称为九龙。「九龍半島」在中國古籍內是指包括九龍連同新界的地方，但今日一般指九龍在界限街以南的半島部分，範圍包括整個油尖旺區以及九龍城區的馬頭圍、馬頭涌、土瓜灣、何文田和紅磡等地。

## 地质与填海工程
九龍半岛的主要岩石类型是中等粒度的二长花岗岩。早期的地图和照片显示，在尖沙咀海滩后方的平坦低洼土地上，有一個名叫九龍山的小山丘。
香港當局通過填海造陸，九龍半岛面積有所擴大。在九龍半島南部和西部，在1904年之前就已進行填海造陸。尖沙咀附近的填海工程于1982年完成。1991至1994年政府繼續發展紅磡灣填海計劃連接尖沙咀東，把昔日紅磡灣剩餘凹入的灣角完全填平為陸地，拉直了海岸線。而西九龍的填海计划是香港機場核心計劃的一部分，于1995年基本完成。

## 历史
至遲在東漢時期，九龍半島已經有先民聚居。這個地區曾是中国一些王朝的逃亡目的地之一。1278年，宋朝的最后一个皇帝赵昺逃亡至九龍半島附近。他們在九龙半岛的一个山洞躲藏。 在20世紀初的馬頭涌尚有金夫人墓和宋王臺（聖山）等遺跡。在17世纪，明朝灭亡后，许多明朝支持者為躲避清軍也逃亡到了九龙半岛。

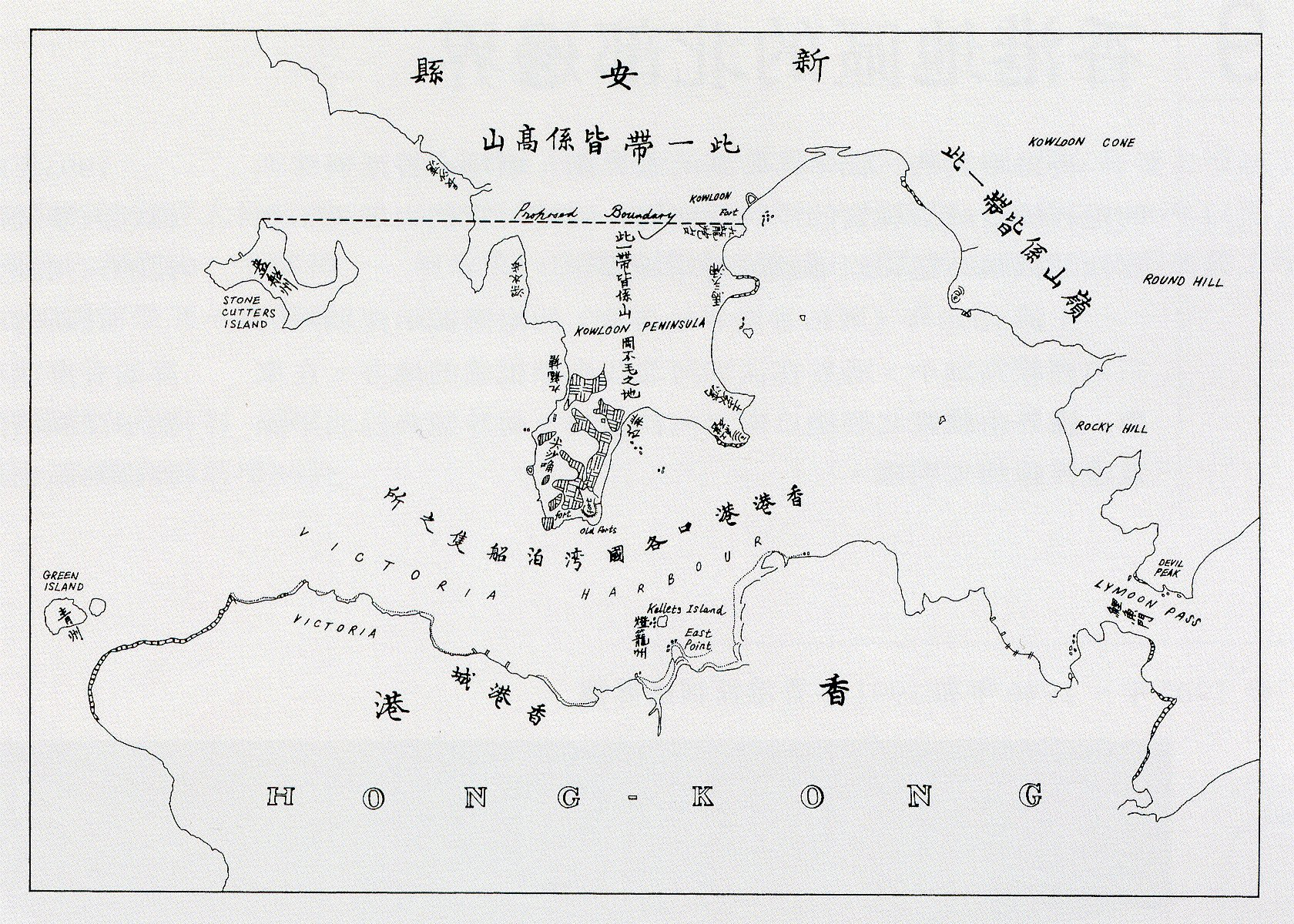
1860年《北京條約》中國割讓予英國的九龍半島部份

1841年英國軍隊佔領香港島後，已有軍方人員指九龍半島對屏藩維多利亞港有重要作用。第二次鴉片戰爭爆發後，1860年3月，英軍佔領尖沙嘴，兩廣總督勞崇光以每年五百元「暫時租借」九龍半島給英國。1860年夏季，英軍工兵開始修築九龍半島第一條道路彌敦道。同年10月，清廷根據《北京条约》將九龙半岛南部割讓給英國，當時半岛的人口只有800。
由於九龍半島的控制權在軍部，在英國統治九龍半島南部首30多年間一直以半島作為軍事用途保護港島，並與英商不斷爭議半島的用途，直到1898年《展拓香港界址專條》簽訂後，九龍半島的用途才改為商業與旅遊，而開始大力發展。因此，直到19世紀末，英國除了在九龍半島建立軍營及水警外，主要發展港口設施。在19世紀末，紅磡和尖沙咀西端分別設有黃埔船塢及九龍倉碼頭。同時連接香港島的水路交通亦開始發展，九龍渡海小輪公司於1880年成立（1898年被收購為天星小輪公司），提供來往尖沙咀與中環的渡海服務，尖沙咀逐漸成為歐洲人的新興住宅區。香港政府亦在1883年成立香港天文台，為船隻提供氣象觀測及授時服務。1898年，立法局通过了一项决议，對九龍半島的山洞進行保護。

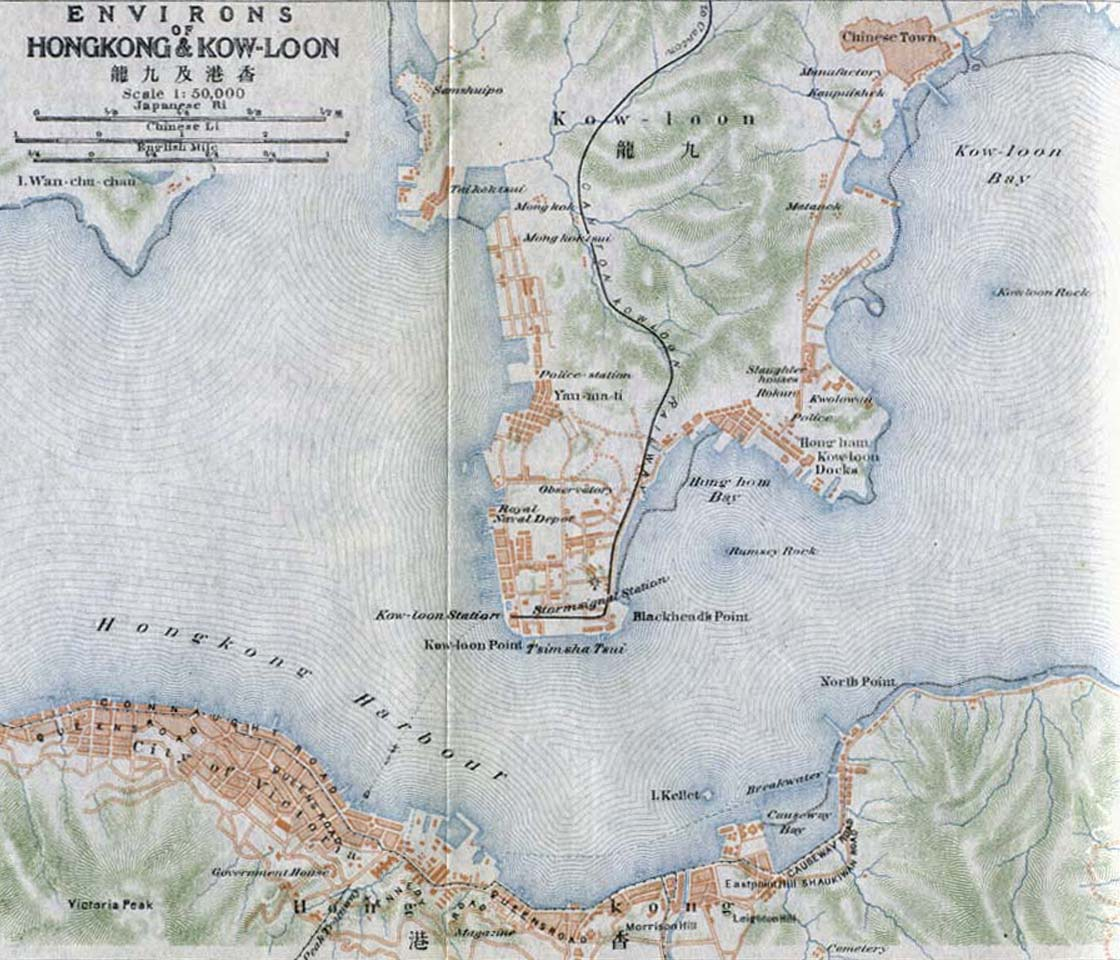
1915年的九龍

香港政府自20世紀初期開始大力拓展九龍半島，包括擴闊主要大道如彌敦道。除了繼續建設港口設施如油麻地避風塘外，亦因為英國已租借新界而開始建設連接九龍和新界的陸路交通。1910年10月，九廣鐵路英段通車，1920年代九龍亦開始有巴士服務，尖沙咀成為當時香港交通樞紐。隨著人口增加，民生設施如中華電力、廣華醫院及九龍醫院亦相繼為半島居民服務。1937年起，政府為了開拓市區用地，刊憲將界限街以北至獅子山之南原屬新界的平坦土地，劃作市區用地發展，並統稱「新九龍」，以便和界限街以南原有的「舊九龍」區別。

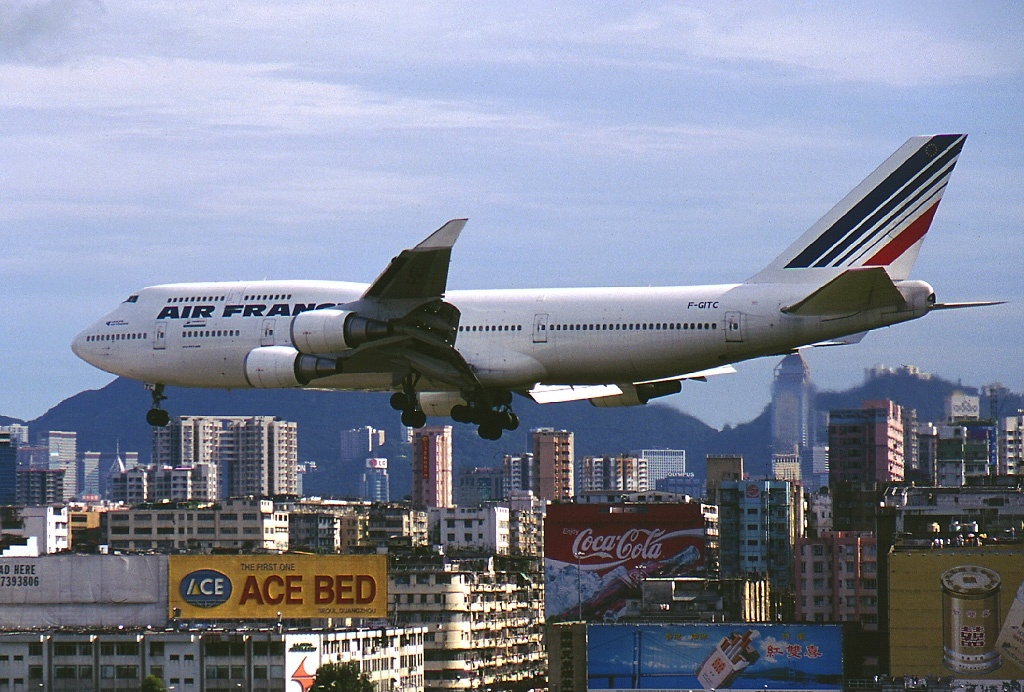
法航一架波音747正飞越九龙

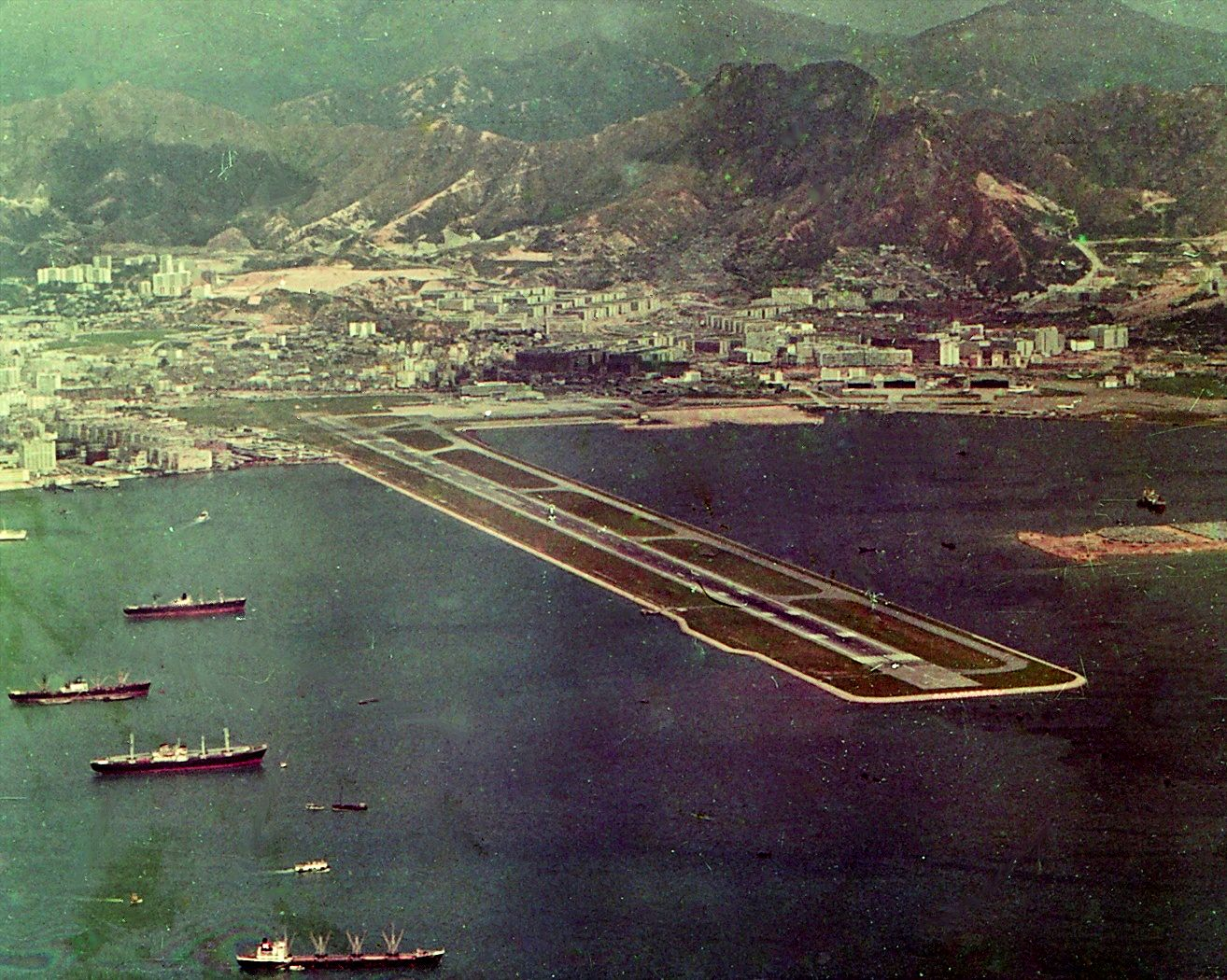
曾經的启德機場正位于九龙

二次大戰後，九龍地區繼續發展。1950年代，香港政府進行九龍灣填海工程以擴建啟德機場（包括建造13/31跑道）。在1960至1970年代，九龍半島的工商業均發展迅速，包括尖沙咀的商場（如海運大廈）及酒店，以及土瓜灣的工業區。1970年代原尖沙咀以東的紅磡灣西岸進行填海工程，發展出尖沙咀東及紅磡火車站一帶的用地。隨著尖沙咀的發展，尖沙咀火車站主樓於1978年拆除，原址興建香港太空館和香港文化中心。1970年代末建成的紅磡海底隧道以及地下鐵路，進一步改善九龍與港島的交通。時至今日，油尖旺區仍然是九龍重要的商住區。
1989年，香港政府公佈《香港機場核心計劃》，包括西九龍填海計劃，增加了半島的面積。在新土地上增建西區海底隧道及多條鐵路，以及新的商業設施包括環球貿易廣場。連接廣深港高速鐵路的香港西九龍站啟用，亦增強了香港對中國內地的連繫。

## 另見
- 界限街
- 香港島嶼
- 九龙
- 香港地方列表
- 新九龙
- 昂船洲

## 外部連結
维基共享资源上的相關多媒體資源：九龍半島
22°19′01″N 114°10′59″E / 22.317°N 114.183°E